# Laniarius
Laniarius es un género de aves paseriformes de la familia Malaconotidae. Sus miembros son pájaros africanos conocidos como bubús, que cazan insectos y otros animales pequeños con hábitos que recuerdan a los alcaudones.

## Especies
Se reconocen las siguientes especies:
- Laniarius leucorhynchus - bubú sombrío;
- Laniarius poensis - bubú montano occidental;
- Laniarius holomelas - bubú montano oriental;
- Laniarius willardi - bubú de Willard;
- Laniarius fuelleborni - bubú de Fülleborn;
- Laniarius funebris - bubú fúnebre;
- Laniarius luehderi - bubú de Lühder;
- Laniarius brauni - bubú de Braun;
- Laniarius amboimensis - bubú angoleño;
- Laniarius ruficeps - bubú nuquirrojo;
- Laniarius nigerrimus - bubú somalí;
- Laniarius aethiopicus - bubú abisinio;
- Laniarius major - bubú grande;
- Laniarius sublacteus - bubú de Cassin;
- Laniarius ferrugineus - bubú ferrugíneo;
- Laniarius bicolor - bubú bicolor;
- Laniarius turatii - bubú de Turati;
- Laniarius barbarus - bubú coronigualdo;
- Laniarius mufumbiri - bubú de los papiros;
- Laniarius erythrogaster - bubú cabecinegro;
- Laniarius atrococcineus - bubú pechirrojo;
- Laniarius atroflavus - bubú pechigualdo.